# 末世黑天使
《末世黑天使》是一混合動作和科幻的電視劇，製作人是《魔鬼終結者2》及《鐵達尼號》導演詹姆斯·卡梅隆，於2000至2002期間於美國福克斯電視台（Fox）播映，期間總共播了兩季。第一季後，製作費減少、內容改革、不利的節目時段調動（由週二調至週五）等因素，遭受了收視率下降，其後該劇被取消。

## 故事大綱
故事背景是未來，美國淪為黑暗貧窮的地方。政府秘密組織－曼提克試圖以動物基因結合人類基因，製造出一批基因改造人做為超人士兵，他們頸後都有一個條碼記號。
可是一部份的改造人在成年後卻逃走了，他們暗地的在外面的世界存活。黑色長髮黑緊身衣的女主角Max日間是速遞員，夜裏是正義的超能戰士，她常一個人坐在市中某圓型尖頂建築物上鬱鬱地看着灰暗的城市。她和肢體殘缺的駭客Logan相識、合作和苦戀，一起面對這個殘酷的世界。

## 人物介紹
麥思(Max)
超人計畫的成果之一，在逃出曼提克之後，找到了送信的工作，在逃離曼提克的追兵和以血源控制改造人類的邪教成員的同時，在這個世界尋找生存空間，和羅更有著曖昧的情感，但卻受制於自己身上會致羅更於死的病毒而有芥蒂。
羅更(Logan Cale)
化名為『神祕眼』的駭客，幫助麥思，原本礙於身體殘缺而行動不便，但是在得到高科技的輔具後得以行走。擁有高超的駭客技術和分析能力，對麥思抱有感情。

### 曼提克
政府的秘密計畫，藉由基因改造製造超人士兵

### 神秘宗教
藉由控制血源配種來製造新人類的秘密組織，視超人士兵為邪惡的基因改造品，因此暗地進行計畫滅絕改造人

## 主要演員
| 演員                             | 角色             |
| 潔西卡·艾巴（Jessica Alba）      | 麥思(Max)        |
| 麥可·威瑟里（Michael Weatherly） | 羅更(Logan Cale) |
| 約翰·沙維奇(John Savage)         | Donald Lydecker  |
| 詹森·艾克爾斯（Jensen Ackles）   | Alec/Ben         |
| 芳麗·瑞·米勒(Valarie Rae Miller) | 原版辛蒂         |
| 李查·岡恩 (Richard Gunn)         |                  |
| J.C.麥克·肯澤 (J.C.Mac Kenzie)   |                  |
| 艾米里·波拉 (Alimi Ballard)      |                  |
| William Gregory Lee              | 宅克(Zack)       |

## 其他
英文原名（Dark Angel）同名之作品很多，人物內容皆不同。包括：
- DC漫畫出版社的漫畫
- Marvel漫畫出版社的漫畫
- 1925年電影
- 1935年電影
- 1987年電視電影
- 2003短片電影
- 2004年電影
- 1993-1997 雜誌（澳洲）
- 電腦化遊戲
- Lionel Johnson 詩歌
- 短篇故事
- Meredith Ann Pierce 小說
- Cleo Virginia Andrews 1986 The Casteel 系列小說
- Mika Waltari小說
- 樂隊
- Lee Hyori的唱片
- 石雕

1. ↑  Anbuselvan, Sandip Kishan. . 2025-01-11  [2025-04-18]. （原始内容存档于2025-02-14） （英语）.